# ناتالي أليسون
ناتالي أليسون (بالألمانية: Natalie Alison)‏ (و. 1978  م) هي ممثلة، ومقدمة تلفزيونية، ومؤلفة، وكاتِبة نمساوية، ولدت في فيينا.

## وصلات خارجية
- ناتالي أليسون على موقع IMDb (الإنجليزية)
- ناتالي أليسون على موقع ألو سيني (الفرنسية)
- ناتالي أليسون على موقع قاعدة بيانات الفيلم (الإنجليزية)
- ناتالي أليسون على موقع كينوبويسك (الروسية)

- ناتالي أليسون في قاعدة بيانات الأفلام على الإنترنت